# François-Xavier
Pour les articles homonymes, voir François Xavier et François Xavier (écrivain).
François-Xavier est un prénom masculin composé des prénoms François et Xavier. Au XXe siècle, il atteindra son pic de popularité dans les années 1970 et 1980.
Il est notamment porté par :
ordre alphabétique
- François-Xavier Bellamy (1985- ), professeur agrégé de philosophie, essayiste et homme politique français ;
- François-Xavier Demaison (1973- ), humoriste et acteur français ;
- François-Xavier Fabre (1766-1837), peintre français ;
- François-Xavier Garneau (1809-1866), historien, poète et notaire canadien ;
- François-Xavier Leuridan (1989-2011), ancien candidat et participant français de télé-réalité.
- François-Xavier Ortoli (1925-2007), haut fonctionnaire, homme politique et homme d'affaires français ;
- François-Xavier Verschave (1945-2005), économiste français ;
- François-Xavier Villain (1950- ), homme politique français.
- Pour l'ensemble des articles sur les personnes portant ce prénom, consulter :
  - la liste des articles dont le titre commence par ce prénom
  - les listes produites par Wikidata : Liste des personnes de prénom « François-Xavier » — même liste en incluant les éventuels prénoms composés qui contiennent « François-Xavier ».